# Bermudakwak
De bermudakwak (Nyctanassa carcinocatactes synoniem: Nycticorax carcinocatactes) is een uitgestorven reigersoort uit Bermuda. De reiger werd pas in 2006 beschreven aan de hand van subfossielen in afzettingen uit het Pleistoceen en Holoceen. De vogel moet sterk geleken hebben op de geelkruinkwak maar had een zwaarder uitgevoerde schedel, snavel en poten. Mogelijk was de reiger gespecialiseerd in het eten van krabben en bovendien zijn er vroege historische bronnen die aannemelijk maken dat de vogel aan het begin van de 17de eeuw nog aanwezig was, toen de eilanden werden gekoloniseerd.

## Beschrijving
De anatomie leek veel op die van zijn levende verwant, de geelkruinkwak (Nyctanassa violacea), maar hij had een zwaardere snavel, een massievere schedel en robuustere achterpoten. De specialisatie van de snavel en de achterpoten toonde aan dat deze blijkbaar aangepast was aan het eten van landkrabben.

## Taxonomie
Het wordt soms toegewezen aan het geslacht Nycticorax. Het werd voor het eerst beschreven door Storrs L. Olson & David B. Wingate (2006) uit subfossiel materiaal, gevonden in de afzettingen van het Pleistoceen en het Holoceen in grotten en waterplassen van Bermuda.

## Uitsterven
Er zijn ook vroege geschiedkundige verslagen die verwijzen naar de soort. Mogelijk is hij uitgestorven door de bewoning van de Bermuda-eilanden in de 17e eeuw. Op Bermuda werd de eerder genoemde geelkruinkwak in de jaren 1970 geïntroduceerd om te dienen als zijn vervanger in het ecosysteem, vooral om te fungeren als biologische bestrijding van landkrabben, die gaten groeven die de golfbanen van het eiland verstoorden. Omdat ze generalistische voeders zijn in plaats van gespecialiseerde zoals Nyctanassa carcinocatactes, heeft Nyctanassa violacea een recorddaling van de landkrabpopulaties veroorzaakt en voedt ze zich ook met de ernstig bedreigde Bermuda rotshagedis.